# آلساندرا ماستروناردی
آلساندرا ماستروناردی (ایتالیایی: Alessandra Mastronardi؛ ‏ زادهٔ ۱۸ فوریهٔ ۱۹۸۶) یک هنرپیشه اهل ایتالیا است. وی از سال ۱۹۹۷ میلادی تاکنون مشغول فعالیت بوده‌است.
از فیلم‌های او می‌توان به دوستانی چون ما و سنگینی طاقت‌فرسای اشاره کرد.